# Відкрите Серце
Благодійний фонд «Відкрите Серце» - благодійний фонд, відомий також як Львівський центр підтримки осіб із загальними розладами розвитку «Відкрите Серце» - організація заснована Ігорем Островським у 2005 році в місті Львові для надання фахової допомоги особам із загальними розладами розвитку та підтримки сімей у яких вони живуть.

## Історія
Благодійний фонд «Відкрите Серце» заснований 12 квітня 2005 року Ігорем Островським, а процес офіційної реєстрації організації завершився 20 серпня 2005 року. Від початку існування організації були чітко визначені її основні напрямки діяльності, яка спрямовувалася на допомогу аутичним дітям: 
- постановка психолого-педагогічного діагнозу;
- складання індивідуальної програми розвитку та реабілітації аутичної особи;
- надання індивідуальних консультацій психолога, психотерапевта, спец-педагога, реабілітолога;
- залучення до розробки соціальних стандартів;

члени БФ “Відкрите Серце” беруть участь у наукових розробках методів роботи з аутичними дітьми;
- організація групових занять для аутичних осіб та їхніх батьків;
- Проведення занять з аутичними особами в домашніх умовах. “Домашня програма”;
- Здійснення заходів соціальної підтримки сімей, що виховують аутичних дітей.[1]

Благодійний фонд «Відкрите Серце» є членом Всеукраїнської громадської організації «Коаліція захисту прав інвалідів та осіб із інтелектуальною недостатністю», яка об'єднує громадські організації та державні установи та координує їх зусилля на всеукраїнському рівні для захисту прав, представництва інтересів інвалідів та осіб із інтелектуальною недостатністю, їхніх родин та фахівців, на засадах рівних прав та можливостей, деінституалізації, соціальної інтеграції та адаптації до життя в громаді . 

## Керівництво фонду
- Голова фонду - Ігор Островський,  канд. фізико-матем. наук, доц. кафедри телекомунікацій НУ “Львівська Політехніка”.
- Координатор проектів, директор реабілітаційного центру - Катерина Островська, канд. псих. наук, доц. кафедри психології ЛНУ ім. І. Франка.[3]
- Марта Химко – спеціаліст центру. Психолог за фахом, аспірантка ЛНУ ім. І. Франка, магістр психології;
- Наталія Садоха – пенсіонер;
- Оля Яворська  – спеціаліст центру, реабілітолог, магістр фізичної реабілітації (випускниця Луцького Інституту розвитку людини, відкритого міжнародного університету “Україна”).[1]

## Діяльність
Діяльність фонду спрямована на психологічну, педагогічну та соціально-побутову реабілітацію аутичних дітей. Також спеціалісти фонду та спеціально підготовлені волонтери надають консультацій неповносправним особам та членам їхніх сімей. У Львові діє центр денного перебування для групи з 8 дітей з аутизмом. Налагоджена робота методично-інформаційного пункту для батьків та центру підтримки родин. Також благодійний фонд надає цим родинам гуманітарну допомогу. Члени фонду впроваджують власні наукові методичні розробки по роботі з аутичними дітьми.
В рамках діяльності Благодійного фонду «Відкрите Серце» забезпечується практики для 30-ти студентів Львівського національного університету ім. І. Франка, Львівського університету «Львівська політехніка», Українського Католицького Університету.